# Łukasz Mycielski
Łukasz Mycielski herbu Dołęga (zm. w 1678 roku) – wojski większy sieradzki w latach 1666–1678, sędzia kapturowy sejmiku powiatów sieradzkiego i szadkowskiego w 1668 roku.
Był elektorem Michała Korybuta Wiśniowieckiego z województwa sieradzkiego w 1669 roku.